# Quận York, Maine
Quận York (tiếng Anh: York County) là một quận nằm trong tiểu bang Maine, Hoa Kỳ. Năm 2000, dân số của quận là 186.742 người. Quận lỵ đóng ở Alfred 6.
Quận này được thành lập năm 1636, đó là quận lâu đời nhất ở Maine và một trong những quận lâu đời nhất tại Hoa Kỳ.
Quận York là một phần của khu vực thống kê dân số South Portland-Biddeford Portland.

## Địa lý

### Các quận giáp ranh
- Quận Oxford, Maine - phía bắc
- Quận Cumberland, Maine - đông bắc
- Quận Rockingham, New Hampshire - tây nam
- Quận Strafford, New Hampshire - phía tây
- Quận Carroll, New Hampshire - tây bắc

## Thông tin nhân khẩu
Theo điều tra dân số năm 2000 [2], quận đã có dân số 186.742 người, 74.563 hộ và 50.851 gia đình sống trong quận. Mật độ dân số là 188 dặm vuông (73/km ²). Có 94.234 đơn vị nhà ở với mật độ trung bình là 95 dặm vuông (37/km ²). Thành phần chủng tộc của dân cư quận gồm: 97,56% người da trắng, 0,42% da đen hay Mỹ gốc Phi, 0,24% người Mỹ bản xứ, 0,73% người châu Á, Thái Bình Dương 0,03%, 0,17% từ các chủng tộc khác, và 0,85% từ hai hoặc nhiều chủng tộc. 0,70% dân số là người Hispanic hay Latino thuộc chủng tộc nào đó. Các dân tộc đông nhất là người Anh (17,9%), Pháp (14,5%), người Pháp Canada (13,9%), Ailen (12,5%), Hoa Kỳ hoặc người Mỹ (9,6%) và Ý (5,1%). 90,84% dân số nói tiếng Anh và 6,92% nói tiếng Pháp như ngôn ngữ đầu tiên của họ..
Quận có 74.563 hộ gia đình trong đó 32,20% có trẻ em dưới 18 tuổi sống chung với họ, 55,00% là các cặp vợ chồng sống với nhau, 9,50% có chủ hộ là nữ không có mặt chồng, và 31,80% là không lập gia đình. 24,90% của tất cả các hộ gia đình đã được tạo thành từ các cá nhân và 9,70% người sống một mình 65 tuổi trở lên. Bình quân mỗi hộ là 2,47 và cỡ gia đình trung bình là 2,96.
Tuổi phân phối được 24,80% ở độ tuổi dưới 18, 6,90% 18-24, 30,00% 25-44, 24,80% 45-64, và 13,60% 65 tuổi trở lên. Cứ mỗi 100 nữ có 94,50 nam giới. Cứ mỗi 100 nữ 18 tuổi trở lên, đã có 91,40 nam giới. Tuổi trung bình là 38 năm.
Các hộ gia đình thu nhập trung bình là 43.630 USD, và thu nhập gia đình trung bình là 51.419 USD. Nam giới có thu nhập trung bình 36.317 USD so với 26.016 USD cho phái nữ. Thu nhập trên đầu cho các quận được 21.225 USD. Giới 5,90% gia đình và 8,20% dân số sống dưới mức nghèo khổ, trong đó có 9,90% của những người dưới 18 tuổi và 8,50% có độ tuổi từ 65 trở lên.